# Philip K. Dick magyarul kiadott műveinek listája
Philip K. Dick műveinek magyar kiadásai, a megjelenés időrendjében.

## A lista
| Cím                                                | Fordította                                                                                   | Kiadó               | Hely     | Év   | T  | Megjegyzés |  |
| -------------------------------------------------- | -------------------------------------------------------------------------------------------- | ------------------- | -------- | ---- | -- | --- |  |
| Foster, meghalsz!                                  | Nánási Judit                                                                                 | Stiinta si Technica | Bukarest | 195? | ?  | Tudományos-fantasztikus elbeszélések; Teljes cím: Philip K. Dickː Foster, meghalsz! / Robert Heinlyneː Hosszú őrség. Amerikai elbeszélések |  |
| Galaktika 52.                                      | Gálvölgyi Judit                                                                              |                     |          | 1983 | n  | Novellák (csak Philip K. Dick művei): 1. A sors kereke / The Turning Wheel, 1954 2. Háborúsdi / Shell Game, 1954 3. Pat ajándéka / A Present for Pat, 1954 4. A védők / The Defenders, 1953 5. Helyreigazító csoport / Adjustment Team, 1954 6. A pszi / Psi-man, 1955 7. Reggeli szürkületkor / Breakfast at Twilight, 1954 8. Dadus / Nanny, 1955 |  |
| A halál útvesztője. Tudományos fantasztikus regény | Veres Mihály                                                                                 | Kozmosz Könyvek     | Budapest | 1986 | r  | Kozmosz fantasztikus könyvek |  |
| Transz                                             | Halász András                                                                                | Cherokee            | Budapest | 1992 | r  | |  |
| Ubik                                               | Németh Attila                                                                                | Móra                | Budapest | 1992 | r  | |  |
| Álmodnak-e az androidok elektromos bárányokról?    | Szántai Zsolt                                                                                | Valhalla Páholy     | Budapest | 1993 | r  | Szárnyas fejvadász. Álmodnak-e az androidok elektronikus bárányokkal? címen is |  |
| A kozmosz bábjai                                   | Szántai Zsolt                                                                                | Valhalla Páholy     | Budapest | 1998 | r  | |  |
| Különvélemény                                      | Galamb Zoltán, Sántha Dávid, Szántai Zsolt, Szente Mihály                                    | Szukits             | Szeged   | 2002 | n  | Sikerfilmek – könyvsikerek; Teljes cím: Különvélemény - Valamint Emlékmás, Imposztor és más novellák 1. Különvélemény / Minority Report 2. Második Változat / Second Variety 3. Imposztor / Imposter 4. Emlékmás / We Can Remember It For You Wholesale 5. A Citadella / War Game 6. Apáink Hite / Faith of Our Fathers 7. Elektromos Hangya / Electric Ant 8. Amit a Holtak Mondanak / What the Dead Men Say 9. Kémek / Oh, to Be a Blobel! 10. A Legutolsó Történet / The Story to End All Stories |  |
| Az ember a Fellegvárban                            | Gerevich T. András                                                                           | Agave Könyvek       | Budapest | 2003 | r  | |  |
| Palmer Eldritch három stigmája                     | Pék Zoltán                                                                                   | Agave Könyvek       | Budapest | 2003 | r  | |  |
| Valis                                              | Pék Zoltán                                                                                   | Agave Könyvek       | Budapest | 2004 | r  | |  |
| Ubik                                               | Németh Attila                                                                                | Agave Könyvek       | Budapest | 2004 | r  | 2. átdolg. kiad. |  |
| Kizökkent idő                                      | Pék Zoltán                                                                                   | Agave Könyvek       | Budapest | 2004 | r  | |  |
| Lenn a sivár Földön                                | Benczik Vera, Gálla Nóra, Pál Attila, Pék Zoltán, Pintér Károly, Totth Benedek, Varga Bálint | Agave Könyvek       | Budapest | 2005 | n  | Novellák: 1. Ruug 2. A koponya 3. Fizetség 4. Kolónia 5. Az akasztott idegen /csak a 2005 kiadásban/ 6. Az aranyember 7. Az utolsó mester 8. Közvetlen értékesítés /csak a 2005 kiadásban/ 9. Lenn a sivár Földön 10. Közterm /csak a 2005 kiadásban/ 11. Kétbalkezes Orfeusz 12. Pisze Pat idejében 13. A kis fekete doboz 14. Háború a zidiótákkal 15. Isteni vita 16. A Rautavaara-eset |  |
| Álmodnak-e az androidok elektronikus bárányokkal?  | Pék Zoltán                                                                                   | Agave Könyvek       | Budapest | 2005 | r  | Szárnyas fejvadász. Álmodnak-e az androidok elektromos bárányokról? címen is; Tanulmányok a könyvben: 1. Bényei Tamás: Az utolsó krimi 2. H. Nagy Péter: Descartes és az evolúció 3. Tillmann J. A.: Orcus neontüzében |  |
| Kamera által homályosan                            | Pék Zoltán                                                                                   | Agave Könyvek       | Budapest | 2005 | r  | |  |
| Figyel az ég                                       | Pék Zoltán                                                                                   | Agave Könyvek       | Budapest | 2005 | r  | |  |
| Időugrás a Marson                                  | Pék Zoltán                                                                                   | Agave Könyvek       | Budapest | 2006 | r  | |  |
| Csordulj, könnyem, mondta a rendőr                 | Pék Zoltán, versford. Imreh András                                                           | Agave Könyvek       | Budapest | 2006 | r  | |  |
| Az Alfa hold klánjai                               | Pék Zoltán                                                                                   | Agave Könyvek       | Budapest | 2006 | r  | |  |
| Már megint a felfedezők                            | Gálla Nóra, Pék Zoltán, Török Krisztina, Varga Bálint, Totth Benedek                         | Agave Könyvek       | Budapest | 2007 | n  | Novellák |  |
| Istenek inváziója                                  | Pék Zoltán                                                                                   | Agave Könyvek       | Budapest | 2008 | r  | |  |
| Galaktikus cserépgyógyász                          | Pék Zoltán                                                                                   | Agave Könyvek       | Budapest | 2008 | r  | |  |
| Várjuk a tavalyi évet                              | Pék Zoltán                                                                                   | Agave Könyvek       | Budapest | 2008 | r  | |  |
| Csúszkáló valóságok                                | Galamb Zoltán et al.[pontosabban?]                                                           | Agave Könyvek       | Budapest | 2009 | ö  | Önéletrajzok, science fiction-kritikák, provokatív esszékből |  |
| Visszafelé világ                                   | Pék Zoltán                                                                                   | Agave Könyvek       | Budapest | 2009 | r  | |  |
| Szabad Albemuth Rádió                              | Pék Zoltán                                                                                   | Agave Könyvek       | Budapest | 2009 | r  | |  |
| Az elektromos Lincoln                              | Pék Zoltán                                                                                   | Agave Könyvek       | Budapest | 2010 | r  | |  |
| A Titán játékosai                                  | Pék Zoltán                                                                                   | Agave Könyvek       | Budapest | 2010 | r  | |  |
| Timothy Archer lélekvándorlása                     | Pék Zoltán                                                                                   | Agave Könyvek       | Budapest | 2011 | r  | |  |
| Egy megcsúszott lélek vallomásai                   | Pék Zoltán                                                                                   | Agave Könyvek       | Budapest | 2012 | r  | |  |
| A Frolix-8 küldötte                                | Pék Zoltán                                                                                   | Agave Könyvek       | Budapest | 2012 | r  | |  |
| Az utolsó szimulákrum                              | Pék Zoltán                                                                                   | Agave Könyvek       | Budapest | 2013 | r  | |  |
| A halál útvesztője                                 | Veres Mihály                                                                                 | Agave Könyvek       | Budapest | 2014 | r  | |  |
| Dr. Vérdíj                                         | Pék Zoltán                                                                                   | Agave Könyvek       | Budapest | 2016 | r  | |  |
| Emlékmás                                           | Pék Zoltán                                                                                   | Agave Könyvek       | Budapest | 2016 | r  | |  |
| A végső igazság                                    | Pék Zoltán                                                                                   | Agave Könyvek       | Budapest | 2017 | r  | |  |
| Elektronikus álmok                                 | Pék Zoltán                                                                                   | Agave Könyvek       | Budapest | 2018 |    | |  |
| A ganümédeszi hatalomátvétel                       | Pék Zoltán                                                                                   | Agave Könyvek       | Budapest | 2023 | r. | társszerző Ray Nelson |  |
| A kozmosz bábjai                                   | Pék Zoltán                                                                                   | Agave Könyvek       | Budapest | 2024 | r. | |  |